# 22555 Джовеллон
22555 Джовеллон (22555 Joevellone) — астероїд головного поясу, відкритий 31 березня 1998 року.
Тіссеранів параметр щодо Юпітера — 3,418.